# Miejski Zakład Komunikacji w Nowym Targu
Miejski Zakład Komunikacji Nowy Targ to przedsiębiorstwo świadczące usługi transportu zbiorowego na terenie Miasta Nowy Targ i okolic. Rocznie MZK przewozi ok. 2,5 miliona pasażerów.

## Linie
Źródło.
| Linia | Trasa                                                  |
| ----- | ------------------------------------------------------ |
| 1     | Ludźmierska NZPS - Bór                                 |
| 1     | Bór - Gronków - Ludźmierz                              |
| 1     | Łopuszna Ośrodek Zarybiania - Ludźmierska NZPS         |
| 1     | Zaskale - Bór                                          |
| 2     | Kowaniec Pętla - Ludźmierz                             |
| 2     | Kowaniec Pętla - Kopernika                             |
| 3     | Zajezdnia MZK - Waksmundzka Pętla - Obidowa (2 wersje) |
| 3     | Kowaniec Pętla - Obidowa                               |
| 4     | Kowaniec Pętla - Szaflarska CPN                        |
| 5     | Ludźmierska NZPS - Łopuszna                            |
| 6     | Szaflarska CPN - Szpital                               |
| 8     | Szaflarska CPN - Ludźmierska Wojas                     |
| 9     | Grel pętla - Szaflarska CPN                            |
| 9     | Grel pętla - Niwa Szkoła                               |
| 10    | Szpital - Zaskale                                      |
| 10    | Kowaniec - Zaskale                                     |
| 11    | Rynek - oś. Buflak                                     |
| 13    | Niwa Szkoła - oś.Buflak                                |
| 13    | Rynek - oś. Buflak - Niwa Szkoła                       |
| 13    | Zajezdnia MZK - Niwa Szkoła                            |

## Tabor

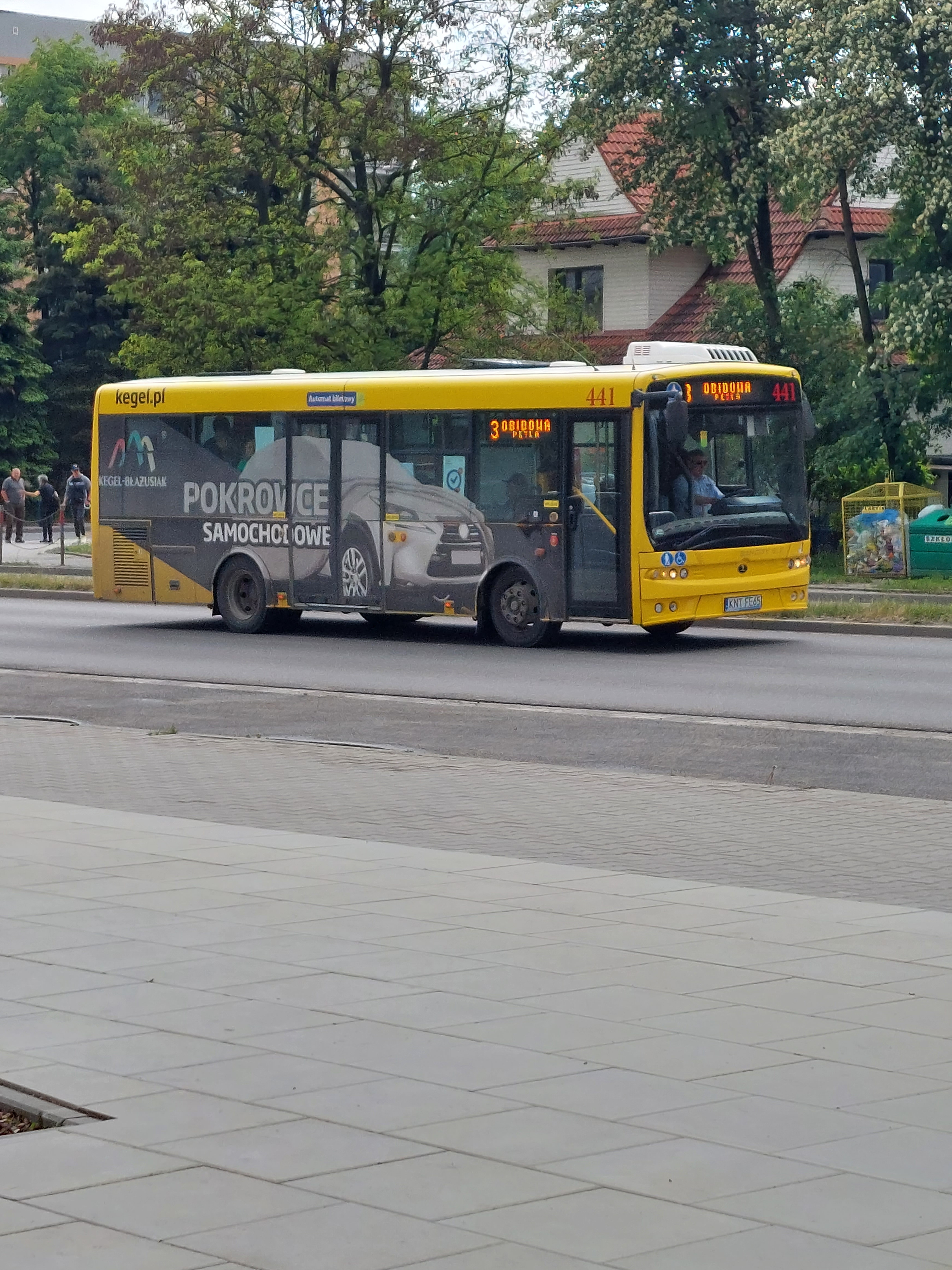
Sancity 09LE

Źródło.
| Typ autobusu                                                   | Numer taborowy                                                 | Eksploatacja od                                                | przewóz osób na wózkach                                        | Ilość |
| -------------------------------------------------------------- | -------------------------------------------------------------- | -------------------------------------------------------------- | -------------------------------------------------------------- | ----- |
| Autosan H7-20.04 (wycofany w 2022)                             | 430                                                            | 2004                                                           | przewóz osób na wózkach                                        | 0     |
| Autosan H7-20.05                                               | 431, 432 (wycofany w 2021)                                     | 2004                                                           | przewóz osób na wózkach                                        | 1     |
| Autosan Sancity 9LE                                            | 435, 436, 437, 438, 439, 441, 444, 445, 446                    | 2010                                                           | przewóz osób na wózkach                                        | 9     |
| Isuzu Novociti Life                                            | 001, 002                                                       | 2019                                                           | przewóz osób na wózkach                                        | 2     |
| Kapena Urby                                                    | 440, 442, 443                                                  | 2011                                                           | przewóz osób na wózkach                                        | 3     |
| Solaris Urbino 12                                              | 004, 005, 006                                                  | 2020                                                           | przewóz osób na wózkach                                        | 3     |
| Solaris Urbino 12 LE                                           | 003                                                            | 2020                                                           | przewóz osób na wózkach                                        | 1     |
| Solbus Solcity 11M                                             | 433, 434                                                       | 2008                                                           | przewóz osób na wózkach                                        | 2     |
| Wszystkie pojazdy                                              | Wszystkie pojazdy                                              | Wszystkie pojazdy                                              | Wszystkie pojazdy                                              | 21    |
| Udział autobusów niskopodłogowych i niskowejsciowych we flocie | Udział autobusów niskopodłogowych i niskowejsciowych we flocie | Udział autobusów niskopodłogowych i niskowejsciowych we flocie | Udział autobusów niskopodłogowych i niskowejsciowych we flocie | 100%  |